# يوري بين باروش
يوري بين باروش (بالعبرية: אורי בן ברוך‏)‏ (1910 - 21 ديسمبر 1984).